# Pieve Santo Stefano
Pieve Santo Stefano je italská obec v provincii Arezzo v oblasti Toskánsko.
V roce 2012 zde žilo 3 187 obyvatel.

## Sousední obce
Anghiari, Badia Tedalda, Caprese Michelangelo, Chiusi della Verna, Sansepolcro, Verghereto (FC)

## Vývoj počtu obyvatel
Zdroj: 